# Бермондт-Авалов Павло Рафаїлович
Павел Рафаїлович Бермондт-Авалов (4 (16) березня 1877 , Тифліс — 27 грудня 1974, Нью-Йорк, США) — російський офіцер, генерал-майор (1919), представник пронімецької течії в білому русі в Балтії. Ставлення до Бермондта-Авалова в емігрантській історіографії в основному негативне. Ймовірно через те, що він послідовно шукав союзу з німцями, в той час коли більшість керівників Білої армії ставило на Антанту. Його звинувачували в провалі походу Юденича на Петроград, в авантюризмі і самозванстві. Відповідно до іншої точки зору, дії Бермондта-Авалова могли призвести до перемоги Білої справи, якби її лідери виявилися більш далекоглядними і погодилися з пропозиціями Бермондта-Авалова спертися у війні з більшовизмом на німецькі військово-політичні кола.

## Біографія

### Походження та ранні роки
Джерела розходяться в тому, що стосується походження батька Бермондта-Авалова. Згідно з одними, ним був Рафаїл Бермондт — учасник російсько-турецької війни 1877-78 рр., Караїм за віросповіданням. По материнській лінії належить до княжого грузинського роду Авалішвілі. Сам Бермондт-Авалов заявляв, що був усиновлений князем Михайлом Антоновичем Аваловим (перший чоловік його матері, другим чоловіком був Рафаїл Бермондт) — і з жовтня 1919 року іменує себе то князем Павлом Михайловичем Аваловим-Бермондтом (Авалови — княжий кахетинський рід, висхідний до першої половини XVII століття) (1919), то бароном. Отримав музичну освіту.

### Вступ до лав Російської армії. Російсько-японська війна
У 1901 був зарахований капельмейстером в 1-й Аргунський полк Забайкальського козачого війська. У 1904 році знову вступив до цього полку добровольцем, на наступний рік був підвищений до звання прапорщика. У складі полку брав участь в російсько-японській війні. Нагороджений Георгіївськими хрестами 3-й і 4-го ступенів. У 1905 р. хрестився в православ'я . У 1906 р. переведений в Уссурійський козачий дивізіон і звідтоді по документах проходить, як уссурійський козак. У 1908 р. проведений в хорунжі .
У 1909 р. — корнет 1-го уланського полку .

### Перша світова війна
Під час Першої світової війни ад'ютант командувача 2-го Кавказького армійського корпусу генерала П. І. Міщенка . Дослужився до чину ротмістра . Всього за роки служби сім разів поранений, нагороджений, крім Георгіївських хрестів, орденом Св. Анни 4-го ступеня (аннинською зброєю з написом «За хоробрість»).

### Революції 1917 року
Після Лютневої революції обраний командиром Санкт-Петербурзького уланського полку. Входив до конспіративної офіцерської організації у Петрограді, що готувала переворот проти Тимчасового уряду . Чин полковника присвоєно Тимчасовим урядом, що дало привід монархістам, які не визнавали революції, вважати його самозванцем. Після Жовтневого перевороту проживав у Житомирі .

### Громадянська війна
У серпні 1918 року став начальником вербувального пункту і контррозвідки Південної армії в Києві, столиці Української держави. Взимку 1918 р. бився за Київ з військами Директорії, які після захоплення влади ув'язнили Бермондта-Авалова до в'язниці. У числі інших російських офіцерів був евакуйований в Німеччину коли німецька армія залишила територію колишньої Російської імперії .
29 грудня 1918 року Тимчасовий уряд Латвії на чолі з К.Улманісом підписав з уповноваженим Німеччини в Ліфляндії Августом Ваннігом угоду про вербування добровольців з числа тих військовослужбовців 8-ї дивізії Німеччини і демобілізованих солдатів і офіцерів в Німеччині, що залишилися на західних кордонах Латвії. Німецьким добровольцям Тимчасовим урядом і великими німецькими землевласниками були обіцяні громадянство і землі в Курляндії. Велося також вербування російських добровольців з числа військовополонених, які перебували в Німеччині .
У квітні 1919 в таборі для військовополонених у м. Зальцведелі Авалов сформував з російських і німецьких добровольців партизанський загін, що пізніше виступив проти червоних в союзі з німецькими добровольчими формуваннями.
У липні 1919 прибув з Німеччини в Митаву, де йшло формування загону і яка стала згодом базою для Західної добровольчої армії. Бермондт-Авалов дав назву своєму загону — «Загін імені графа Келлера». Формально Лібавський (Лівенський) загін, загін Бермондта-Авалова (імені графа Келлера) і загін полковника Вирголича об'єдналися в один Західний корпус Північно-Західної армії під загальним командуванням князя Лівена, але реально Бермондт-Авалов проводив незалежну політику, неохоче підкоряючись Лівену.
9 липня від генерала Юденича прийшов наказ: прибути на з'єднання з Північно-Західною армією на Нарвський фронт, підтриманий англійцями. За відсутності важко пораненого князя Лівена за розпорядженням англійського генерала Гофа 1-й і 3-й батальйони Лівенського загону були поспішно на відправлені англійським транспортом у Ревель і Нарву .
Полковники Бермондт-Авалов і Вирголич відмовилися виконати наказ Юденича перейти на Нарвський фронт, так як формування їх загонів ще не завершилося. Крім цього формального пояснення існувало і інше — Бермондт-Авалов вважав, що його корпус не повинен покидати меж Латвії, а залишатися в ній в якості «дійсної російської військової сили» і свою армію він розглядав як рівну, а не таку, що підпорядковується Північно-Західній армії.
Ще влітку 1918 року деякі російські офіцери розчарувалися в можливостях боротися з більшовиками усередині країни, а успіх білого руху на Дону і Україні показав, що на околицях і територіях, що відійшли від Радянської Росії, антибільшовицькі виступи мають більше перспектив. П. Бермондт-Авалов писав: «… близькість від Петербурга зайнятих німцями російських областей (Псковська, Вітебська, Естлянська і Ліфляндська губернії) мимоволі наводила на думку про необхідність створення там добровольчої армії» .
У вересні 1919 генерал фон дер Гольц був відкликаний з Балтії берлінським соціал-демократичним урядом, в тому числі і на вимогу Англії, яка усвідомила, що німці проводять у Балтії політику, ворожу її інтересам. Німецький корпус був формально ліквідований. Однак Німеччина не мала намір відмовлятися від свого впливу в Балтії. Намагаючись зберегти там свою військову силу, в тому числі поза рамками обмежень, накладених на Німеччину умовами Версальського договору, німці зробили спритний маневр — звільнені чини корпусу під виглядом добровольців вступали в корпус Бермондта-Авалова, який таким чином став складатися переважно з німецьких військ. Німецькі рядові чини корпусу переслідували, втім, куди більш приземлені цілі — справа в тому, що уряд Улманіса обіцяв німецьким добровольцям, які воювали на його боці проти Червоної армії, надати громадянство і земельні наділи, в якості винагороди . Виконувати обіцянку уряд не поспішав (і згодом так і не виконав) і німці, після розформування корпусу фон дер Гольця, бачили єдину можливість залишитися в Курляндії і дочекатися виділення обіцяної землі, тільки записавшись в «російську армію» Бермондта-Авалова . Кредит на утримання корпусу був отриманий Бермондтом-Аваловим від німецького банку «Морган і Ко» — 300 млн марок. Тоді ж (наприкінці серпня) був сформований пронімецький Західно-російський уряд (ЗРП), який повинен був, за задумом німців, проводити потрібну їм політику, в разі захоплення Бермондтом-Аваловим влади в Балтії. Незалежність Латвії Бермондт-Авалов і ЗРП не визнавали, вважаючи, що Латвія повинна залишитися у складі Росії і отримати «внутрішню автономію».
5 вересня генерал К. С. Десіно від свого імені передав Авалову розпорядження Юденича: «Головнокомандувач Північно-Західним фронтом … призначив Вас Командувачем всіма російськими частинами, сформованими в Курляндії і Литві» . 20 вересня Бермондт-Авалов оголосив «народу Латвії» про те що він є «представником російської державної влади» та про прийняття на себе всієї повноти влади в Балтії, ігноруючи тим самим факт латвійського суверенітету і існування латвійських органів влади . В той момент в корпусі Бермондта-Авалова, який став іменуватися як Російська Західна добровольча армія, знаходилося близько 50 000 чоловік.

### Події жовтня— листопада 1919 року
Ще 26 серпня 1919 року в Ризі пройшла нарада, ініційована англійським військовим представником Ф. Д. Марчем, в якій взяли участь представники всіх антибільшовицьких сил регіону: Північно-Західної армії, Західної російської армії, Фінляндії, Естонії, Латвії, Литви, Польщі. На нараді було прийнято рішення почати спільний наступ на Росію 15 вересня. Причому армія Бермондта-Авалова отримала завдання наступати на Двінськ — Великі Луки — Бологоє для перерізання Миколаївської залізниці. Наступні події показали, що терміни наступу були зрушені, та й наступ був не спільним, але так як ініціатива спільних дій виходила від англійців, а Бермондт-Авалов був тісно пов'язаний з німцями, то з самого початку виникали побоювання, що він в такому наступі брати участі не буде.
Західна добровольча армія (ЗДА) вступила у відкрите протистояння з урядом Латвії, висунувши 6 жовтня ультимативну вимогу пропустити її через територію Латвії на «більшовицький фронт», і почавши просування від Мітави в сторону Двінська. Уряд Латвії відмовив. Відбулися перші збройні сутички передових частин ЗДА (мабуть німецьких) і латвійських військ. 7 жовтня сили Бермондта рушили на Ригу, звинувачуючи латиську армію у збройних провокаціях проти ЗДА. 8 жовтня війська рушили до Риги, яку в той час захищали відносно слабкі сили латвійської армії, що складалися в основному з новобранців. На місто було скинуто з аеропланів кілька бомб і прокламації російською мовою, в яких латишам пропонувалося «підкоритися владі полковника Бермондта, щоб бути приєднаними до великої і могутньої Росії». 9 жовтня передмістя Риги були зайняті частинами Бермондта-Авалова, але замість того, щоб розвинути успіх, він 10 жовтня запропонував уряду Латвії укласти перемир'я. Тим часом до Риги були підтягнуті 4 естонських бронепоїзда, і на рейд Риги прибула англійська ескадра, що взялася за невпинний обстріл позиції ЗДА зі своїх гармат. Коли частини армії Бермондта-Авалова все ж почали переправу через Двіну, то наштовхнулися на підготовлену оборону . Почалися наполегливі позиційні бої.
Всі ці події відбувалися саме в той момент, коли армія Юденича кинулася на Петроград, сподіваючись, що обіцянки допомоги від союзників з антибільшовицької боротьби будуть виконані — від англійської ескадри на море (по захопленню берегових фортів Фінської затоки, знищення Червоного Балтійського флоту і Кронштадта) і естонців на суші.

До 16 жовтня армія Бермондта-Авалова, витративши боєприпаси і не маючи резервів, зупинила наступ на Ригу. До ранку 11 листопада частини Бермондта-Авалова були вибиті з лівобережної частини Риги . 18 листопада командування Західної російської армії прийняв на себе генерал-лейтенант Ебергардт, що прибув з Німеччини, однак відступ тривав . До середини грудня російсько-німецька армія Бермондта-Авалова була евакуйована в Німеччину. Там вона ще деякий час зберігала своє значення, як військова одиниця. Окрім відволікання військових сил антибільшовицького фронту від Петрограда, дії Бермондта-Авалова мали далекосяжні політичні наслідки, що безсумнівно вплинули на долю всієї Білого справи у Північно-Західній області. Урядова газета Естонії «Вабал Маа» в ті дні писала:
Плани Бермондта зрозумілі — заспокоїти бунтівну Латвію і приєднати її до великої Росії. За Латвією прийде черга і Естонії… Немає сумніву, що Бермондт діє в повній згоді з Колчаком і Денікіним
Газета естонських соціал-демократів висловилася ще зрозуміліше в плані естонської допомоги Юденичу:
Цілком можливо, що Юденич і Бермондт — люди однієї і тієї ж ідеї, але кожен з них прагне до неї різними шляхами. І якщо ми тепер не хочемо брати участь в поході Юденича на Петроград, то нехай він у цьому звинувачує не нас, а Бермондта…
Акція Бермондта-Авалова могла насторожити і англійців, які прагнули у своїй кінцевій політиці до розчленування Росії і тому підтримували балтійські держави, що формувалися.
Є думка, що Бермондт-Авалов з його військовою акцією в Латвії під гаслом про «Єдину і Неподільну Росію» став жертвою німецької інтриги, спрямованої на посилення пронімецьких і на ослаблення англійських позицій у Балтії. Німці розуміли, що якби Юденичу вдалося зайняти Петроград, то позиції Англії в регіоні посилилися багаторазово.

### Міжвоєнний період

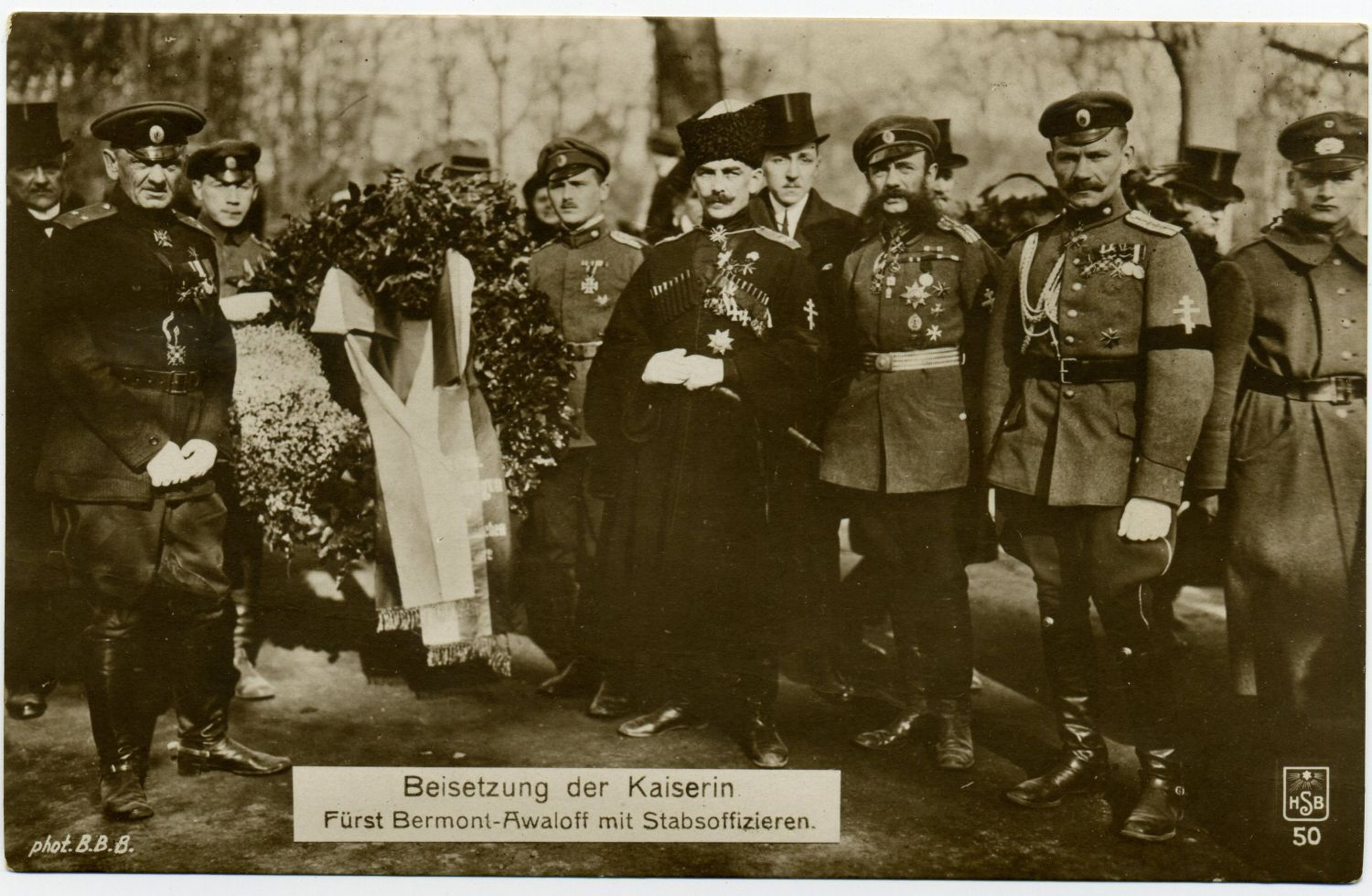
П. Р. Бермондт-Авалов (в центрі) та інші чини Західної добровольчої армії на похоронах дружини Вільгельма II Августи Вікторії. 1921 рік

Емігрував до Німеччини . У 1925 році випустив у Гамбурзі мемуари «У боротьбі з більшовизмом». Багатосторінкова праця з безліччю ілюстрацій повинна була створювати уявлення про автора як про чи не найголовнішого борця з більшовиками. Живучи в Гамбурзі, Бермондт-Авалов планував похід на Москву, навіть визначив склад московської комендатури.
Симпатизував нацистам. У 1933 році очолив Російський національнио-визвольний соціалістичний рух, а після розпуску організації гестапо організував Російський Націонал-Соціалістичний Рух (РОНД). Мав РОНД і власні штурмові загони, які разом зі штурмовиками НСДАП (СА) і бійцями «Сталевого шолома» (організації колишніх фронтовиків, близької до німецьких монархічних кіл) боролися з комуністичними загонами «молодих спартаківців» і «Рот Фронту» на вулицях німецьких міст. Через інтриги в середовищі російської еміграції ця організація також була закрита.
Влада рейху, тим не менш, не випускала Бермондта-Авалова з поля зору. Так, серед документів Політичного відділу Міністерства у справах окупованих східних територій збереглися свідчення якоїсь Генні Людвіг-Лінк, дані 18 березня 1935 року в Мюнхені. За її словами, у 1927 році вона познайомилася з Аваловим, і це знайомство переросло в більш тісні дружні контакти. Авалов, який видавав себе за патріота і палкого прихильника російсько-німецького союзу, за словами Людвіг-Лінк, виявився кокаїністом і морфіністом, обманним шляхом виманив у неї 8 000 марок, змусивши продати частину майна і цінних паперів за заниженою ціною, які витратив «на свої забаганки», а також згодом зарозуміло висловлювався про фюрера. На цій підставі Людвіг-Лінк вимагала якомога швидше «знешкодити» Авалова.
У 1939 році Бермондт-Авалов і інші лідери були заарештовані гестапо і поміщені в Моабитську в'язницю . За іншими даними, арешт Бермондта-Авалова був пов'язаний з фінансовими порушеннями з грошима, отриманими від німецьких служб.

### Після Німеччини
Після півторарічного ув'язнення і за особистим клопотанням Муссоліні Бермондт-Авалов був висланий в Італію . Звідти він переїхав до Белграду, а в 1941 році після перевороту генерала Сімовича виїхав до США . Факт тюремного ув'язнення в нацистській Німеччині допоміг йому уникнути денацифікації .
Похований на кладовищі Успенського жіночого Новодівеєвського монастиря в Нануеті, Нью-Йорк.

## В відеоіграх
В відеогрі Hearts of Iron IV Бертмонда можна коронувати королем Польщі

## Родина
Дружина — принцеса Мекленбург-Шверинська, двоюрідна сестра князя Кирила Володимировича . Володіла маєтком в Югославії .

## Хрести Авалова-Бермондта
Всі чини Західної добровольчої армії Бермондта-Авалова за битви в Курляндії (Латвії) отримали право носити бронзову медаль, на лицьовій стороні якої був зображений Георгій Побідоносець, а на звороті — восьмикутний православний хрест, по сторонах якого стояла дата «1919». Пізніше, вже в еміграції, Бермондт-Авалов заснував ще одну нагороду — чорний зі срібною облямівкою хрест мальтійської форми . Військовослужбовцям ця нагорода вручалася з мечами, цивільним особам — без мечів. Ці хрести отримали у колекціонерів назву «хрести Авалова-Бермондта».